# Длабочица (Крива Паланка)
Длабочица је насеље у Северној Македонији, у крајње североисточном делу државе. Длабочица је у оквиру општине Крива Паланка.

## Географија
Длабочица је смештена у крајње североисточном делу Северне Македоније. Од најближег већег града, Куманова, село је удаљено 70 km источно.
Село Длабочица се налази у историјској области Славиште. Насеље је положено у долини, Криве реке, а подно Билина, на око 550 метара надморске висине.
Месна клима је континентална.

## Становништво
Длабочица је према последњем попису из 2002. године имала 144 становника. Од тога огромну већину чине етнички Македонци (100%).
Претежна вероисповест месног становништва је православље.